# Loewia setibarba
Loewia setibarba is een vliegensoort uit de familie van de sluipvliegen (Tachinidae). De wetenschappelijke naam van de soort werd voor het eerst geldig gepubliceerd in 1856 door Johann Egger.